# Огава, Сэйдзи
Сэйдзи Огава (яп. 小川 誠二, Ogawa Seiji; род. 19 января 1934, Токио, Япония) — японский учёный-биофизик. Известен как один из изобретателей функциональной магнитно-резонансной томографии.

## Биография
Закончил Токийский университет в 1957 году (бакалавр прикладной физики), получил степень Ph.D по химии в Стэнфордском университете в 1967 году, заслуженный приглашённый профессор южнокорейского университета Гачон.

## Награды
- 1996 — Премия Макса Дельбрюка, «For his many seminal contributions to the understanding of biological systems ranging from proteins to intact organs by nuclear magnetic resonance, culminating in the development and application of functional magnetic resonance imaging by blood oxygenation level dependent (BOLD) contrast»[3]
- 1999 — Премия Асахи
- 2003 — Премия Японии, «For the discovery of the principle for functional magnetic resonance imaging»
- 2003 — Международная премия Гайрднера, «For his development of blood oxygenation dependent imaging which has revolutionized the field of functional magnetic resource imaging (fMRI), and used extensively to study brain function»[4]
- 2009 — Медиакомпания «Thomson Reuters» включила Огаву в свой список наиболее вероятных кандидатов на получение Нобелевской премии по медицине